# Famille Tesson

Armes de Guillaume Tesson dans l'Armorial de L'Europe et de la Toison d'Or.
Fascé d’hermine et de sinople, le sinople paillé d'or.

La famille Tesson (latinisé, de l'ancien norrois tassoum « blaireau » qui en pays Angevin se dit tascos / tasgos / taxos en vieux celte armoricain et taisse en vieux franc) est une famille de la noblesse normande, originaire de l'Anjou que l'on trouve du XIe au milieu du XIIIe siècle dans le duché de Normandie.
Son premier membre connu est Jourdain l'Angevin Tesson, née vers 950, seigneur de Thury et mort vers 987. Il est le père de Radulfus l'Angevin Tesson dit l'ancien pour le différencier de son fils Raoul Ier de la Roche-Tesson, membre du baronnage normand du duc Richard II de Normandie au XIe siècle.
La famille perd titres et terres à cause de Jean Ier Tesson seigneur de la Roche-Tesson qui a participé le 25 avril 1339 à la réunion des barons normands convoqués à Rouen par Jean fils du futur roi Jean le Bon.
Peu après, son cousin Godefroy d'Harcourt baron de Saint-Sauveur a estimé avoir subi un affront quand lui a été refusée la main de Jeanne Bacon fille de Roger seigneur du Molay parce que la jeune héritière était déjà promise au fils du maréchal Bertrand sire de Bricquebec. Le sire de Saint-Sauveur a voulu se venger. Bientôt, les deux familles sont entrées en guerre privée. Le roi se hâta d'intervenir pour empêcher l'affaire de s'aggraver au moment ou la guerre avec l'Angleterre menaçait. Le 30 mars 1341, il condamna les provocations échangés et il interdit aux protagonistes de guerroyer. L'année suivante, Godefroy d'Harcourt qui n'avait pas renoncé à se venger, a mis Saint-Sauveur en état de défense et a réuni les seigneurs sur lesquels il pouvait compter, parmi lesquels Jean Tesson. Il attaqua le château de Neuilly résidence de Guillaume Bertrand, évêque de Bayeux. Quand Philippe VI de Valois a envoyé des troupes s'emparer de Saint-Sauveur, Godefroy s'est enfui en Angleterre. On prétendit qu'il avait promis de livrer la Normandie à Edouard III. Ses principaux complices, Jean Tesson, Guillaume Bacon et Richard de Percy ont été arrêtés et poursuivis pour crime de lèse-majesté. Accusés de complicité avec l'ennemi, ils ont été condamnés à mort le 31 mars 1344, leurs biens confisqués. Décapités le 3 avril, leur corps ont été pendus au gibet et leurs têtes ont été envoyées à Saint-Lô pour y être exposées au pilori. Les autres complices ont été traités avec plus d'indulgence. Jean Tesson laissait douze petits enfants sans ressources. Par lettre du 8 janvier 1345, le roi a rendu son douaire à Jeanne des Moustiers. On ignore presque tout sur les enfants de Jean Tesson et sur ce qu'ils sont devenus. Seulement quatre sont connus : Jean, Guillaume, Raoul, Colin, Thomas.
En ce qui concerne les Tesson et les Paynel, ils ne peuvent qu'être des descendants de Jourdain l'ancien Tesson[réf. nécessaire], dans la mesure où les noms de famille noble ne se transmet qu'à leurs enfants ; ils sont donc par rapport a Jean Ier de la Roche-Tesson descendants de l'un de ses douze enfants.

## Membres notables
- Jourdin L'angevin Tesson et le premier membre connu de cette famille.
- Radulfus l'Angevin Tesson (Andegavensis) est le premier seigneur de la Roche-Tesson connu de cette famille norroise. Il est nommé baron de la Roche par Richard II de Normandie (grand-père du futur duc Guillaume), vers 1020, pour constituer avec d'autres familles norroises les cadres d'une nouvelle noblesse en moyenne Normandie, autrement dit ses barons[3]. Il épouse une certaine Alpaïde, dont il a deux fils : Raoul Ier Tesson et Erneis[4]. Leur descendance forme dès lors deux branches : les Tesson proprement dits, d'une part, et les Fitz-Erneis, d'autre part.
- Raoul Ier Tesson[5], seigneur de Boulon, Cingal, Esson, Thury, Fontenay et Clécy[6]. Il est connu pour faire partie, dès 1046, de la conjuration de seigneurs normands qui veut destituer le jeune duc Guillaume. Au matin de la bataille de Val-ès-Dunes, le 10 août 1047, comme le raconte le poète jersiais Wace dans le Roman de Rou, Raoul Tesson change de camp. Voyant la force armée du jeune duc, soutenu par le roi des Francs, il exécute la promesse faite à ses conjurés de frapper Guillaume le premier : arrivé près de lui à cheval, il s'acquitte de son serment en donnant un coup de gant… puis se met avec ses hommes du côté des vainqueurs. Il échappe ainsi au bannissement qu'ont connu les conjurés défaits[7]. Il épouse une certaine Aubrée (Albereda)[8],[9] et eut d'elle Raoul II Tesson. Sans doute peu après la bataille de Val-ès-Dunes, Raoul Ier fonde l'importante abbaye Saint-Étienne de Fontenay[10], en bord d'Orne, à deux lieues au sud de Caen, où il sera enterré, ainsi que plus tard son frère Erneis, puis son neveu Robert Fitz-Erneis, tué à la bataille d'Hastings[11] en 1066 et dont le corps est rapatrié en Normandie par le duc Guillaume[12] pour être inhumé à l'abbaye jussu Willelmi regis par les soins de son frère Raoul Fitz-Erneis[13].
- Raoul II Tesson : à la mort de Raoul Ier Tesson, son fils Raoul II est encore mineur et le duc Guillaume (qui n'est pas encore roi d'Angleterre) prend en main tous les patrimoines du défunt jusqu'à la majorité de l'héritier[14]. Raoul épouse Mathilde, cousine germaine du duc (fille de son oncle maternel Gaultier de Falaise[15]), et il se distingue, comme son cousin Robert Fitz-Erneis — mais sans y laisser la vie —, à la bataille d'Hastings[16]. Le duc (désormais roi) Guillaume lui concède en récompense de vastes domaines en Angleterre[17] (qui seront confisqués à ses descendants, 140 ans plus tard, par le roi d'Angleterre Jean sans Terre[18], quand les Tesson prendront parti pour le roi de France Philippe Auguste).
- Jourdain Taisson, mort en 1178.
- Raoul IV Taisson, mort en 1213/1214, sénéchal de Normandie.
- Jean de la Roche-Tesson († 3 avril 1344)[note 1] l'un des trois partisans, avec Guillaume Bacon et Richard de Percy, de Geoffroy d'Harcourt, qui furent décapités sur ordre du roi Philippe de Valois[note 2], accusés notamment d'avoir participé à un complot visant à placer Geoffroy d'Harcourt à la tête du duché de Normandie par une alliance secrète avec Édouard III d'Angleterre[21].

## Généalogie
- Jourdain Tesson
  - Radulfus l'Angevin Tesson (Andegavensis)
  × Alpaïde (Alpadis)
    - Raoul Ier Tesson
  × Aubrée (Albereda), fille de Guimond de Moulins
      - Raoul II Tesson
  × Mathilde (fille de Gaultier de Falaise, frère d'Arlette, la mère du duc Guillaume)
      - Raoul III Tesson
  × Aeliz

  - Erneis Tesson
  × Hacinsa d'Aunou (sœur de Foulques d'Aunou, compagnon de Guillaume)
    - Robert Ier Fitz-Erneis
  × Hadvise (qui épousera en secondes noces Osbern, fils de Gautier Giffard[23], après la mort de Robert Fitz-Erneis à Hastings)
      - Robert II Fitz-Erneis
  × Gersende Marmion

    - Raoul Fitz-Erneis (émigre en Calabre Normande, Italie du sud, vers 1080)
    - Pons Fitz-Erneis, moine à l'abbaye Saint-Wandrille de Fontenelle

## Possessions
- Château de la Roche-Tesson à La Colombe (Manche).
- Château de la Guerrinière.
- Seigneurie de Texon à Guérande (Loire-Atlantique).
- L’Espinay-le-Tesson.
- Baronnie de Thurni.
- Baronnie du Clos-Tesson.